# Джордан Еберле
Джордан Леслі Еберле (англ. Jordan Leslie Eberle; 15 травня 1990, м. Реджайна, Канада) — канадський хокеїст, правий нападник. Виступає за «Сіетл Кракен» у Національній хокейній лізі.
Вихованець хокейної школи «Реджайна Кінгс». Виступав за «Реджайна Петс» (ЗХЛ), «Спрингфілд Фалконс» (АХЛ), «Едмонтон Ойлерс», «Оклахома-Сіті Беронс» (АХЛ), «Нью-Йорк Айлендерс».
В чемпіонатах НХЛ — 905 матчів (272+360).
У складі національної збірної Канади учасник чемпіонатів світу 2010, 2011, 2012, 2013 і 2015 (37 матчів, 14+20). У складі молодіжної збірної Канади учасник чемпіонатів світу 2009 і 2010. У складі юніорської збірної Канади учасник чемпіонату світу 2008.
Досягнення
- Чемпіон світу (2015)
- Переможець молодіжного чемпіонату світу (2009), срібний призер (2010)
- Переможець юніорського чемпіонату світу (2008)
- Учасник матчу усіх зірок НХЛ (2011, 2012).